# Tres de Mayo
Tres de Mayo é um distrito do Paraguai, localizado no departamento de Caazapá. Possui área de 743,25 km² e 17 928 habitantes. Emancipada em 2012, sendo independente do município de Yuty. 

## Transporte
O município de Tres de Mayo é servido pela seguinte rodovia:
- Caminho em terra ligando a cidade ao município de Yuty.
- Caminho em terra ligando a cidade ao município de Buena Vista.
- Caminho em terra ligando a cidade ao município de San Juan Nepomuceno.[2][3][4]